# Gianni Musy
Giovanni „Gianni“ Musy Glori (* 3. August 1931 in Mailand, Lombardei; † 7. Oktober 2011 in Mentana, Provinz Rom) war ein italienischer Schauspieler und Synchronsprecher.

## Leben
Musy, Sohn der Schauspieler Enrico Glori und Gianna Pacetti, gab bereits 1942 als Elfjähriger sein schauspielerisches Debüt in dem Film Oro nero. Im Laufe seiner schauspielerischen Karriere spielte er in 90 weiteren Spielfilmen, Fernsehfilmen und Fernsehserien mit. Zu seinen bekanntesten Filmen gehörten Napoli milionaria (1950), Angelina mia (1962), Il sogno di Zorro (1975), Himmel und Hölle (1983), Giovanni Falcone (1993) sowie Gefährliche Schönheit – Die Kurtisane von Venedig (1998). Seine letzte Rolle als Schauspieler hatte er in dem Kurzfilm La mucca, il manzo, non è questo il punto (2011).
In Italien wurde er darüber hinaus als Synchronsprecher für bekannte Schauspieler wie Sean Connery, Marlon Brando, Christopher Plummer, George Peppard und Richard Harris bekannt.
Er war mit der Schauspielerin Rada Rassimov verheiratet, die zweimal für den Primetime Emmy Award nominiert war, und hatte aus dieser Ehe die beiden Töchter Mascia Musy und Maria Stella Musy, die ebenfalls als Schauspielerinnen arbeiten. Sein Schwager Ivan Rassimov, Radas Bruder, war auch als Schauspieler tätig.

## Filmografie (Auswahl)
- 1942: Oro nero
- 1943: Knock-Out (Harlem)
- 1947: Abgeordnete Angelina (L'onorevole Angelina)
- 1950: Millionenstadt Neapel (Napoli milionaria)
- 1952: Chi è senza peccato…
- 1952: Insel der Sünde (La peccatrice dell'isola)
- 1952: Der Mann meines Lebens (L'Homme de ma vie)
- 1953: Nero – der Unternagn Roms (Nerone e Messalina)
- 1959: Unter glatter Haut (Un maledetto imbroglio)
- 1960: Das bittere Leben (Il sicario)
- 1960: Liebesnächte in Rom (Un amore a Roma)
- 1961: Jessica (Jessica)
- 1961: Romulus und Remus (Romolo e Remo)
- 1964: I grandi camaleonti (Fernsehserie)
- 1964: Radieschen von unten (Des pissenlits par la racine)
- 1965: Der Mann mit der goldenen Klinge (L'uomo che ride)
- 1968: Le inchieste del commissario Maigret (Fernsehreihe)
- 1972: Girolimoni, das Ungeheuer von Rom (Girolimoni – il mostro di Roma)
- 1972: La coscienza a posto (Fernsehfilm)
- 1973: Sieben Stunden der Gewalt (Sette ore di violenza per una soluzione imprevista)
- 1973: Serata al gatto nero (Fernsehserie)
- 1973: Der Teufel führt Regie (Il boss)
- 1975: Il sogno di Zorro
- 1977: Il commissario De Vincenzi 2 (Fernsehserie)
- 1977: Die Gewalt bin ich (Il cinico, l'infame, il violento)
- 1979: Ein Superbulle gegen Amerika (Squadra antigangsters)
- 1981: Asso (Asso)
- 1982: Wettlauf nach Bombay (Fernseh-Miniserie)
- 1983: Himmel und Hölle (Stati buone si potete)
- 1983: Der Mann von Suez (Fernseh-Miniserie)
- 1988: Schulkameraden (Compagni di scuola)
- 1990: Allein gegen die Mafia 5 (La piovra 5 – Il cuore di problema)
- 1993: Per amore, solo per amore
- 1993: Giovanni Falcone – Im Netz der Mafia (Giovanni Falcone)
- 1998: Caraibi (Fernseh-Miniserie)
- 2008: Onna '44 (Kurzfilm)